# Тітон (Цілком таємно)
Тітон (Tithonus) — 10-й епізод шостого сезону серіалу «Цілком таємно». Епізод не належить до «міфології серіалу»; це монстр тижня. Прем'єра в мережі «Фокс» відбулася 24 січня 1999 року.
У США серія отримала рейтинг домогосподарств Нільсена рівний 9.1, який означає, що в день виходу «Резолюцію» подивилися 15.7 мільйона чоловік.
Заступник директора Керш дає Скаллі шанс повернутися до розслідувань значущих справ, розлучивши її з агентом Малдером. Скаллі вирушає в Нью-Йорк, щоб розібратися з надприродними здібностями місцевого фотографа прибувати на місце злочину якраз вчасно, щоб зняти останні миті життя вмираючих людей.

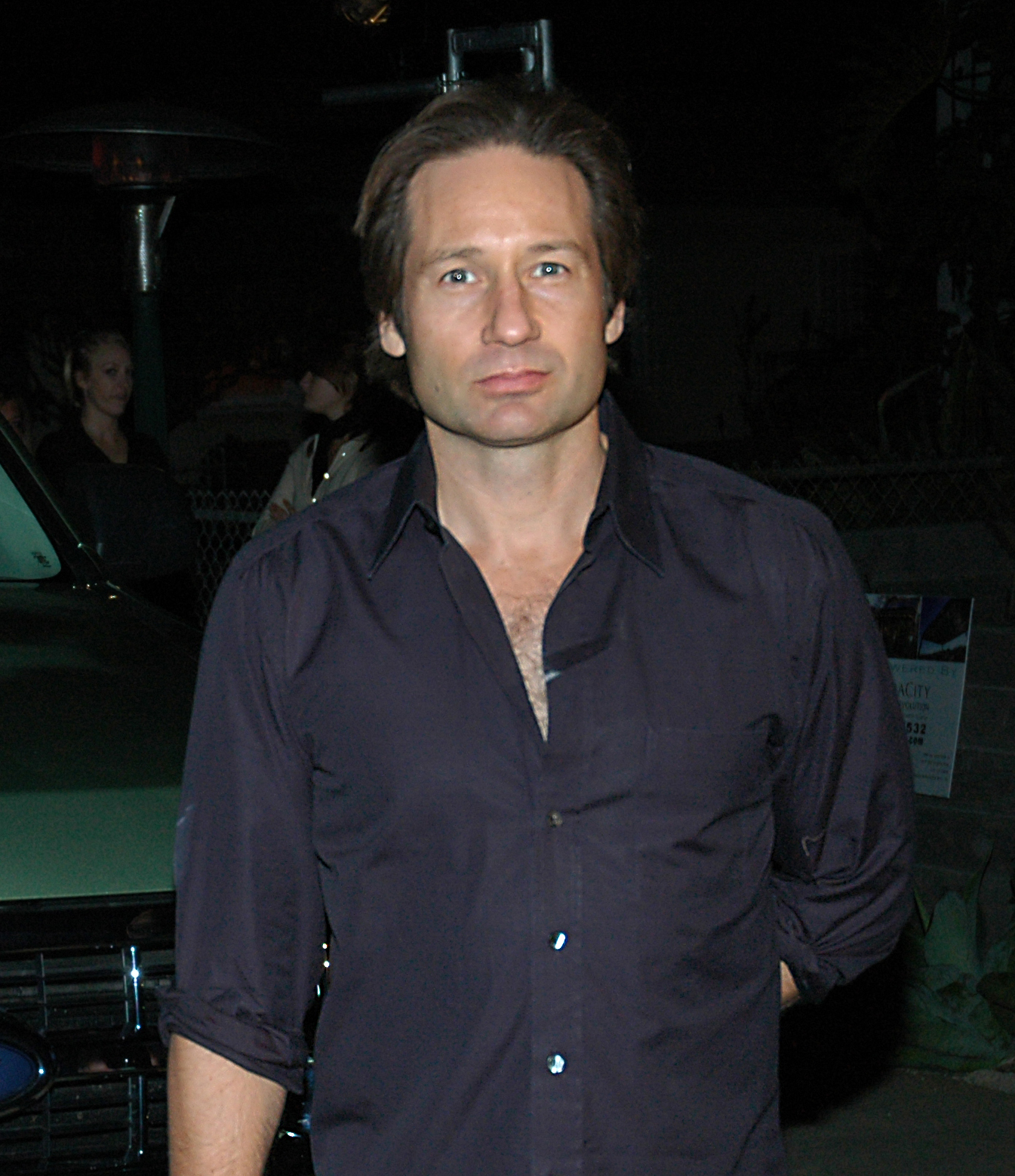

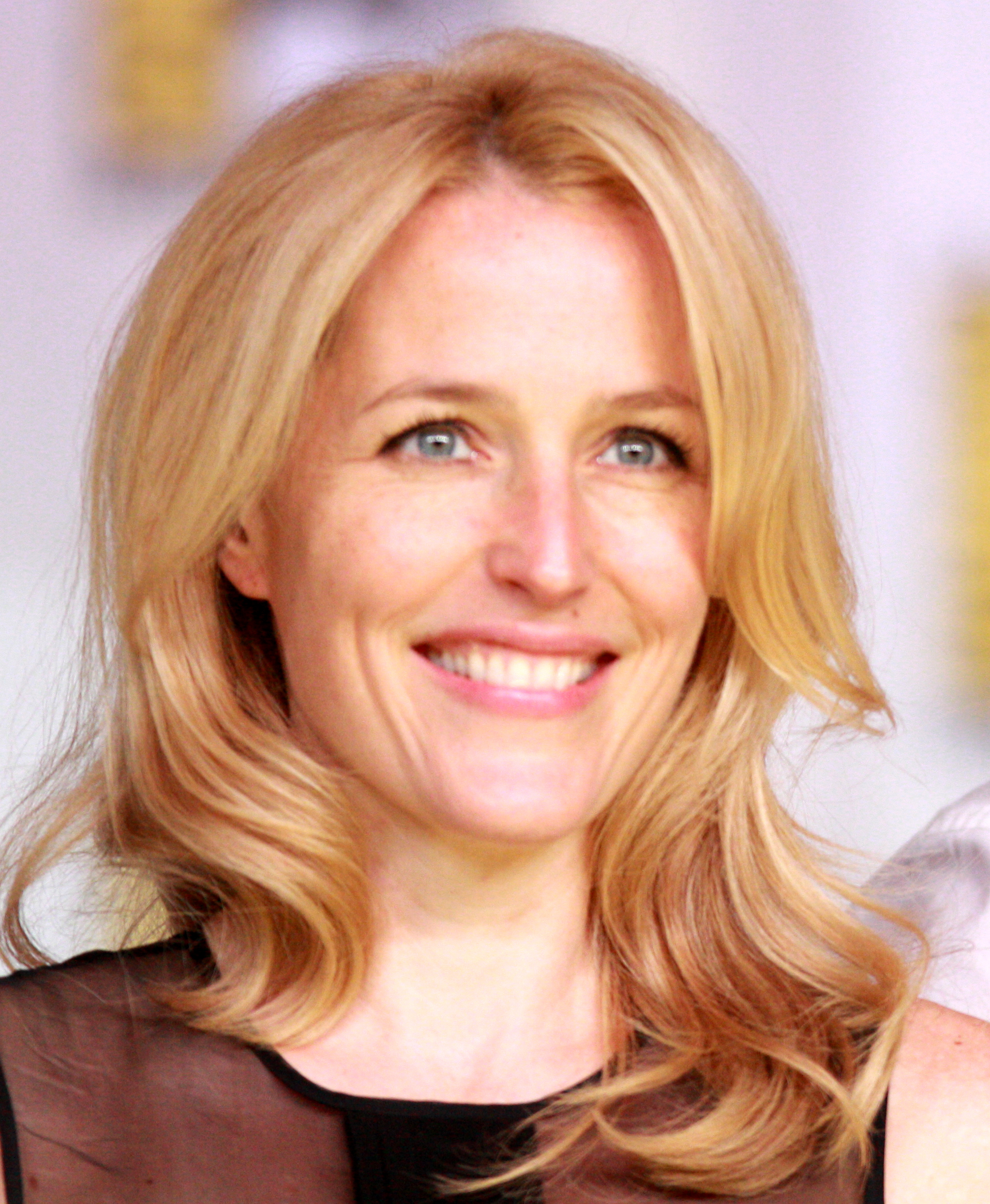

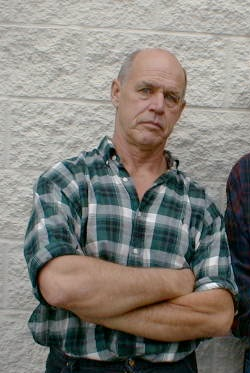

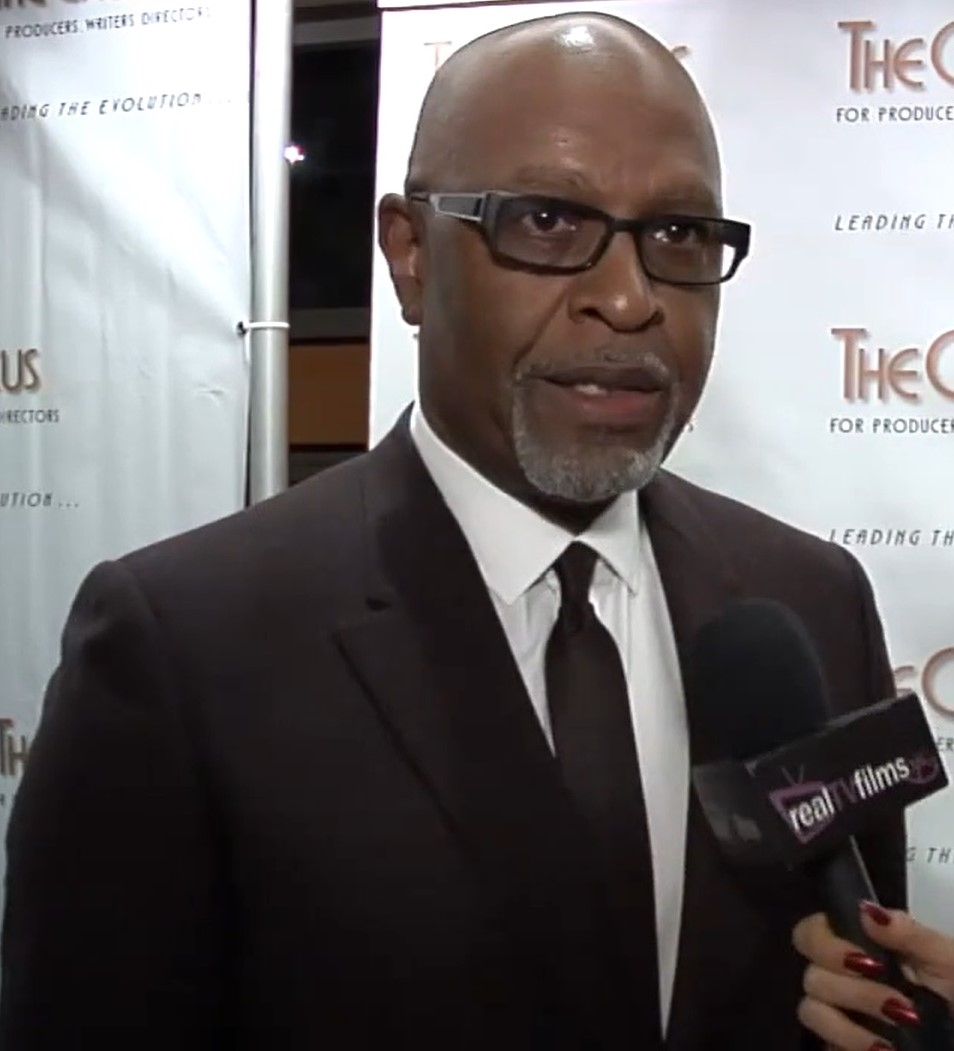

## Зміст
Істина десь поруч
В будівлі люди рухаються у ліфті. Працівниця установи розвозить пошту на візку; якийсь чоловік переслідує її по будівлі. Дівчина заходить в ліфт з іншими людьми, той же чоловік встигає також. Ліфт рухається; чоловік бачить пасажирів як на чорно-білих фотографіях. Чоловік виходить із ліфта і дуже швидко сходинками біжить вниз. В ліфті блимає світло і смикаються канати; чоловік же біжить вниз. Канати обриваються і ліфт з людьми падає вниз; чоловік же біля ліфтових дверей внизу швидко розкриває свою валізу. Ліфт розбивається, в цей час переслідувач фотографує помираючих.
Малдер і Скаллі займаються перевіркою анкетних даних телефоном. Дейну викликає Керш. Фотограф стає підозрюваним у вбивствах, займатися цією справою доручено агентам Пейтону Ріттеру і Скаллі. Ріттер повідомляє — на фотографіях Альфреда Фелліга «довільно» фіксується час смерті.
В Брукліні фотограф спостерігає за чоловіком, що тяжко дихає. Чоловік падає — у нього серцевий напад. Фелліг бачить чоловіка в чорно-білому зображенні і готується фотографувати момент смерті. У відділку на Манхеттені з'ясовується, що Фелліг підпрацьовував кримінальним фотографом від 1964 року. На фотографіях в формулярах за різні роки лице Фелліга незмінне. Уночі в Бронксі якийсь чоловік забиває іншого ножем; цей момент фотографує Фелліг з пожежної драбини. Нападник повертається і наносить Феллігу в спину кілька ножових поранень та забирає фотоапарат. Фотограф починає ворушитися і дістає ножа із спини. Потім встає із калюжі крові і йде геть. На допиті Фелліга агенти бачать вісім ножових поранень на спині, які майже загоїлися.
Малдер стежить за ходом справи і вирішує перевірити біографію фотографа більш ретельно. Ріттер і Скаллі здійснюють цілодобове стеження за будівлею Фелліга. Глибокої ночі Дейна чує клацання фотоапарата — то Альфред фотографує її. Скаллі вимагає відповіді від фотографа, інакше він не матиме ні хвилини спокою. Той бере її з собою на роботу, вони разом їздять по нічному місту, до того моменту, як зустрічають повію, яка повинна загинути. Скаллі кидається до клієнта повії — ситуація ніби вирішена. Повія йде звідти і її збиває «далекобійник».
Дейна переконує Ріттера — Фелліга можна звинуватити хіба-що у бездіяльності. Однак Ріттер будь-шо намагається ув'язнити Фелліга та влаштовує неправдиве свідчення. Фокс з'ясовує, що фотограф кілька разів змінював ідентичність і народився 1849 року. Скаллі розпитує фотографа про те, як таке можливо і хто він. Фелліг пояснює — він полює за кадром з відбитком Смерті. Він хоче подивитися Смерті у вічі і нарешті померти. Фелліг багато разів намагався безрезультатно покінчити з собою. Альфред розповідає Дейні історію про те, як він захворів за часів епідемії Жовтої гарячки і як побачив смерть та відвернувся від неї, й та забрала медсестру, що сиділа з ним. Малдер знаходить в архівах ФБР справу про подвійне вбивство на одне з колишніх прізвищ Фелліга. Малдер і Ріттер їдуть до дому фотографа. Фотограф бачить, що скоро помре і Скаллі — вона йому видається чорно-білою. Фотограф чекає, в його квартиру вривається агент Ріттер і стріляє, куля потрапляє через фотоапарат і Фелліга в Скаллі, вона важко поранена.
Ріттер кидається за швидкою. Фотограф просить Скаллі не дивитися Смерті в очі. Дейна заплющує очі. Фелліг із відкритими очима й блаженною посмішкою помирає. Дейна залишається в живих і швидко одужує.
Смерть шукає тебе лише тоді, коли ти шукаєш протилежного

## Зйомки
Історію про безсмертя сценаристи «Цілком таємно» обговорювали протягом багатьох років, але вони завжди намагалися зробити поняття «страшним». Френк Спотніц заявив, що прорив відбувся, коли вони почали обдумувати ідею безсмертного фотографа, який намагається зловити Смерть, щоб змогти померти. Вінсу Гіллігану було доручено намітити і написати сценарій серії, він черпав натхнення з трьох різних аспектів - із  історії та міфу. Першою з них стала історія Артура Віджі, відомого фотографа, ім'я якого послужило натхненням для Альфреда Фелліга. Другим стала нью-йоркська епідемія жовтої гарячки у XIX столітті. Третє і саме фантастичне натхнення було грецьким міфом про Тітона, сина Лаомедонта і закоханого в Еос, богиню світанку. Він викрав Еос, щоб бути її коханим, і попросив Зевса зробити безсмертним. Однак, забув попросити вічної молодості, тому Тітон жив вічно, але перетворившись в немічного старця.
Цей епізод не був першим в «Цілком таємно» посиланням на безсмертя. В епізоді третього сезону «Останній відпочинок Клайда Бракмана» провісник каже Скаллі, що вона не помре. «Останній відпочинок» став початком не цілком опрацьованої сюжетної лінії, яка спочатку повинна була вказати, що Скаллі була безсмертною. Підсюжет, популярний серед шанувальників в інтернеті, був перевірений Спотніцом. Однак згодом Спотніц зізнався, що цей підсюжет був підкріплений міфом про Тітона, рішенням, яке згодом він назвав «дуже смачним».
Хоча перші п'ять сезонів серіалу в основному знімалися у Ванкувері (Британська Колумбія), виробництво шостого сезону базувалося в Лос-Анджелесі. Декілька моментів для «Тітона» були зняті на звуковій сцені «Поліції Нью-Йорка», програми American Broadcasting Company, чий знімальний майданчик був навпроти студій «Fox».
Камери Фелліг запозичив в Каліфорнійському університеті і музеї фотографії. Багато фотографій були використані як знак люб'язності в Лос-Анджелесі на рекламу і для агентства Corbis . Виробничому колективу «Цілком таємно» було доручено не лише створити фотографії, які робив Фелліг, але й забезпечити, щоб кожна з них виглядала так, ніби вона належить до іншого часового відтинку. Том Дей, майстер епізодів, досліджував «популярні урядові шрифти та технології друку», щоб зробити зображення максимально історично точними.
В епізоді було кілька спецефектів. Колоті рани на спині Феліга були сконструйовані в «точно визначених розмірах» — щоб показати його силу самозцілення. Потім штучні рани наніс Льюїсу на спину керівник гримерного відділу Шері Монтесанто-Мекалф. Найбільшим головним болем був ефект перетворення вибраних фігур на фотографіях у чорно-білі. Білл Міллар, продюсер візуальних ефектів, зазначив, що процес був «дуже схожий на той, який використовувався, щоб переробити старі фільми, зафарбовуючи їх. Насправді, це в основному одне і те ж, лише навпаки». Кропіткий процес передбачав окреслення того, що потрібно було знебарвити. Тоді комп'ютерна програма завершила роботу. Раніше Міллар використовував цю техніку в серіалі «Nightmare Cafe» 1992 року, а також у фільмі 1998-го «Плезантвіль».

## Показ і відгуки
«Тітон» вперше вийшов в ефір у США 24 січня 1999 року. Він отримав рейтинг Нільсена 9,2 із часткою 13, що означає — приблизно 9,2 % усіх домогосподарств, обладнаних телевізором, і 13 % домогосподарств, які дивляться телебачення, були налаштовані на епізод. Його переглянули 15,9 млн глядачів. Епізод був показаний у Великій Британії і Ірландії по «Sky One» 9 травня 1999 року та отримав 0,79 мільйона глядачів, що робить його третім найбільш переглядуваним епізодом того тижня.
«Тітон» був зустрінутий переважно позитивними відгуками. Зак Гендлен з «The A.V. Club» позитивно написав про епізод і присвоїв оцінку «А». Він зазначив схожість серії із «Останнім відпочинком Клайда Бракмана», зазначивши, що обидва епізоди мають справу з людьми, «які знають занадто багато про смерть для [свого] блага». Він також високо охарактеризував персонажі Скаллі та Фелліга; і зауважив, що перший є «безглуздим» і оптимістичним, тоді як другий — «моторошний чоловік», який заздрить тим, хто здатний померти. Гендлен дійшов висновку, що події в епізоді "не розгортаються як класичний епізод монстрів, він відчувається як"Останній відпочинок Клайда Бракмана"”. Том Кессеніч у книзі « Експертиза: несанкціоноваий погляд на 6-9 сезони „Цілком таємно“» позитивно написав про цей епізод, порівнявши його з теж позитивною оцінкою «Останнього відпочинку Клайда Бракмана».
Роберт Шірман і Ларс Пірсон у своїй книзі « Хочемо вірити: критичний посібник з Цілком таємно, Мілленіуму та Самотніх стрільців» оцінили епізод 5 зірками з п'яти, зробивши порівняння з «Останнім відпочинком Клайда Бракмана», але зазначивши, що перший має «власний смак». Шірман і Пірсон високо оцінили роботу Джеффрі Льюїса в ролі Фелліга і описали «Тітона» як «химерного, холодного і в той же час дивно життєствердного»" . Пола Вітаріс з «Cinefantastique» надалада епізоду змішаний до позитивного огляд і нагородила його 2.5 зірками з чотирьох. Вітаріс писала, що серія мала «приголомшливе відчуття ". Крім того, Вітаріс, незважаючи на невелику критику «виснаженого» виступу Джилліан Андерсон протягом більшої частини епізоду, назвала її акторську діяльність в сцені, де Скаллі  смертельно поранена «відмінною», назвавши «здивування і майже параліч» як причини, чому сцена була успішною. Характер Альфреда Фелліга також викликав позитивне схвалення критиків. «UGO Networks» включив його серед найвеличніших персонажів «монстрів тижня» в “Цілком таємно” .

## Знімалися
| Актор                  | Роль                |
| ---------------------- | ------------------- |
| Девід Духовни          | Фокс Малдер         |
| Джилліан Андерсон      | Дейна Скаллі        |
| Джефрі Льюїс           | Алфред Фелліг       |
| Ріхард Рукколо         | агент Рейтон Ріттер |
| Мо Ґалліні             | Гуд                 |
| Хав'єр Грахеда         | Дек Сергент         |
| Кобі Раян Маклафлін    | молодий агент       |
| Джеймс Пікенс-молодший | Елвін Керш          |
| Філ Гоун               | агент ФБР           |
| Томас Росалес-молодший | Злрчинець           |